# خان محمد مجاهد
خان محمد مجاهد (1961 – ۱۵ آوریل ۲۰۱۱) شخصی نظامی اهل افغانستان بود. وی قبلاً به عنوان رئیس پولیس هرات فعالیت می‌کرد.
در سال ۲۰۱۱ او پس از انفجار فردی که کمربند انتحاری برتن داشت جان خود را از دست داد. مسئولیت مرگ وی را طالبان برعهده گرفت.